# Gran Premio Montelupo 1971
Il Gran Premio Montelupo 1971, settima edizione della corsa, si svolse il 24 luglio 1971 su un percorso di 204 km. La vittoria fu appannaggio dell'italiano Ottavio Crepaldi, che completò il percorso in 5h10'00", precedendo i connazionali Roberto Poggiali e Wilmo Francioni.
Sul traguardo di Montelupo Fiorentino 68 ciclisti, su 94 partiti dalla medesima località, portarono a termine la competizione. 

## Ordine d'arrivo (Top 10)
| Pos. | Corridore          | Squadra           | Tempo    |
| ---- | ------------------ | ----------------- | -------- |
| 1    | Ottavio Crepaldi   | Salvarani         | 5h10'00" |
| 2    | Roberto Poggiali   | Salvarani         | a 35"    |
| 3    | Wilmo Francioni    | Ferretti          | s.t.     |
| 4    | Tomas Pettersson   | Ferretti          | a 45"    |
| 5    | Aldo Moser         | G.B.C.-Zimba      | s.t.     |
| 6    | Primo Mori         | Salvarani         | s.t.     |
| 7    | Fabrizio Fabbri    | Cosatto-Marsicano | a 1'05"  |
| 8    | Franco Bitossi     | Filotex           | s.t.     |
| 9    | Giancarlo Polidori | Scic              | s.t.     |
| 10   | Felice Gimondi     | Salvarani         | s.t.     |